# Mansão Harley Lundgren
A Mansão Harley Lundgren é um casarão histórico localizado na cidade do Recife, capital do estado brasileiro de Pernambuco.

## História
A casa em estilo eclético localizada na Rua Padre Roma, 302, bairro da Tamarineira, foi morada de Robert Bruce Harley e sua esposa Erenita Helena Groschke Cavalcanti Lundgren, herdeira da rede de lojas Pernambucanas, criada por seu pai, Arthur Herman Lundgren, tendo como fundador póstumo Herman Theodor Lundgren, seu avô. Foi classificada como Imóvel Especial de Preservação (IEP).
Em 2017, o Instituto Arqueológico, Histórico e Geográfico Pernambucano afixou, no muro desse casarão, um painel de azulejos identificando o nome da rua e seu homenageado, Padre Roma, um dos líderes da Revolução Pernambucana.